# Luis Avilés
Luis Antonio Avilés Ferreiro (* 3. März 2002 in Cuautla) ist ein mexikanischer Leichtathlet, der sich auf die 400-Meter-Distanz spezialisiert hat.

## Sportliche Laufbahn
Erste Erfahrungen bei internationalen Meisterschaften sammelte Luis Avilés im Jahr 2018, als er bei den Olympischen Jugendspielen in Buenos Aires die Goldmedaille gewann. Im Jahr darauf siegte er in 46,36 s bei den U18-NACAC-Meisterschaften in Santiago de Querétaro und schied im 200-Meter-Lauf mit 21,88 s in der ersten Runde aus. Anschließend scheiterte er bei den U20-Panamerikameisterschaften in San José mit 46,48 s im Vorlauf über 400 m. 2021 steigerte er sich bei den U20-Weltmeisterschaften in Nairobi auf 44,95 s und gewann mit diesem mexikanischen U20-Rekord die Silbermedaille. Anfang Dezember siegte er in 45,59 s bei den erstmals ausgetragenen Panamerikanischen Juniorenspielen in Cali und gewann dort in 3:08,85 min die Bronzemedaille in der 4-mal-400-Meter-Staffel hinter den Teams aus Ecuador und Brasilien und in der 4-mal-100-Meter-Staffel lief er nach 41,55 s auf Rang vier ein. 2022 siegte er in 45,96 s beim "Anhalt 2022" und schied anschließend bei den Weltmeisterschaften in Eugene mit 46,47 s in der ersten Runde aus. Im Jahr darauf wurde er bei den Zentralamerika- und Karibikspielen in San Salvador im Vorlauf über 400 Meter disqualifiziert und Anfang November gewann er bei den Panamerikanischen Spielen in Santiago de Chile in 45,97 s die Silbermedaille hinter dem Brasilianer Lucas Vilar. Zudem gewann er mit der Staffel in 3:04,22 min gemeinsam mit Guillermo Campos, Edgar Ramírez und Valente Mendoza die Silbermedaille hinter dem brasilianischen Team.
In den Jahren 2018, 2021 und 2022 wurde Avilés mexikanischer Meister im 400-Meter-Lauf sowie 2022 auch in der Mixed-Staffel.

## Persönliche Bestleistungen
- 200 Meter: 21,32 s (+1,7 m/s), 17. Februar 2019 in Monterrey
- 400 Meter: 44,95 s, 21. August 2021 in Nairobi (mexikanischer U20-Rekord)
  - 400 Meter (Halle): 47,60 s, 12. Februar 2022 in Dortmund